# 1144
1144 (MCXLIV) fue un año bisiesto comenzado en sábado del calendario juliano.

## Acontecimientos
- 22 de marzo (Sábado Santo): en las cercanías de Norwich, al este de Inglaterra, aparece muerto el niño Guillermo de Norwich. Por su muerte serán culpabilizados los judíos de la localidad y él será canonizado.
- Conquista de Edesa (Urfa) por Zengi, hecho que motivó la Segunda Cruzada.
- En la localidad de Sigüenza (España) comienza la construcción de la Catedral de Santa María de Sigüenza.
- Lucio II sucede a Celestino II como papa.

### América
- En el Anáhuac, los mexicas salen de Coatl Ycamac (Coatepec) y Cuexteca Ichocayan según el códice Boturini.

## Fallecimientos
- Celestino II, papa italiano.